# Llibres del Delicte
Llibres del Delicte és una editorial nascuda l'any 2013 a Barcelona de la mà de Marc Moreno. Aquesta editorial pretén donar visibilitat a autors catalans de novel·la negra. Els primers títols van ser Independència d'interessos i Coll avaix. Ha publicat altres obres com "Contra l'aparador" o "Els fils de l'aranya".
Tot i que la temàtica que es publica a llibres del delicte és purament negra, se'n poden destriar diferents subgènere: novel·la detectivesca, novel·la policíaca, novel·la d'espionatge, etc. De fet, a part de les edicions acurades i la detallada escriptura, també es pretén retre homenatge a les col·leccions clàssiques a través de les il·lustracions i dissenys de les portades.
Va formar part de les deu editorials que es van unir el 2013 en la plataforma Llegir en català que es va donar a conèixer en la Setmana del Llibre en català.
El 2019 l'editorial va crear un nou segell de novel·la negra en castellà, ''Delito", amb un catàleg amb autors com Sebastià Bennasar, Jordi Dausà, Anna Maria Villalonga o Raquel Gámez Serrano. La voluntat és publicar un nou títol cada dos mesos i combinar traduccions amb obres inèdites. El primer títol va ser La reina de diamantes. El mateix any, va convocar el 1r Premi Vilassar de Noir de novel·la negra, inclòs al festival «Vilassar de Noir» de Vilassar de Mar.